# Borač (district de Brno-Campagne)
Pour les articles homonymes, voir Borač.
Borač (en allemand : Boratsch) est une commune du district de Brno-Campagne, dans la région de Moravie-du-Sud, en République tchèque. Sa population s'élevait à 343 habitants en 2020.

## Géographie
Borač est arrosée par la Svratka et se trouve à 8 km au nord-ouest de Tišnov, à 30 km au nord-ouest de Brno et à 158 km au sud-est de Prague.

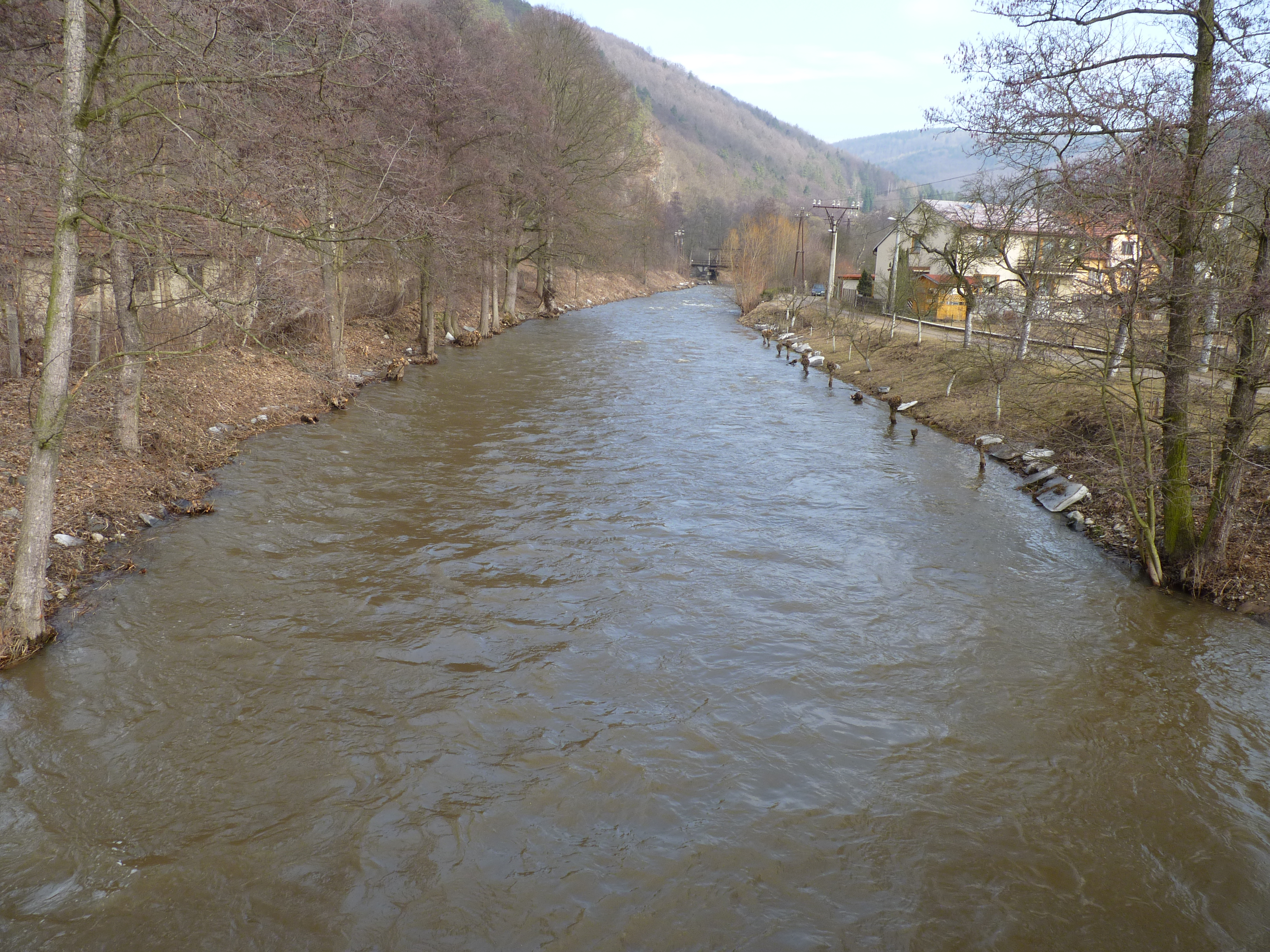
La Svratka à Borač.

La commune est limitée par Doubravník et Ochoz u Tišnova au nord, par Lomnice à l'est, par Štěpánovice au sud-est, par Kaly au sud-ouest, et par Pernštejnské Jestřabí à l'ouest.

## Histoire
La première mention écrite de la localité date de 1368.

## Administration
La commune se compose de deux quartiers :
- Borač
- Podolí